# Божја земља (филм)
Божја земља је британски драмски филм из 2017. године који је написао и режирао Френцис Ли у свом играном редитељском дебију. Филмске звезде Џош О’Конор и Алек Сецăреану. Заплет прати младог фармера оваца у Јоркширу чији живот мења румунски мигрантски радник. Филм је био једина продукција са седиштем у Великој Британији која се представила у категорији светске драме на филмском фестивалу Санденс 2017, где је освојио награду за најбољу режију у категорији World cinema directing award.

## Радња филма
У Јоркширу, Џони живи на породичној фарми са оцем Мартином и баком Деирдре. Због тога што је његов отац доживео мождани удар и старости његове баке, велики део свакодневног рада на фарми пада на Џонија. У свом слободном времену, Џони се упушта у пиће и тајне сексуалне сусрете са другим мушкарцима. Враћајући се касно на фарму након таквог сусрета са младим аукционаром, долази у конфликт са својим оцем који је љут на Џонија јер је теле умрло приликом рађања у његовом одсуству.
Георги, румунски мигранат и радник, ангажован је на Мартиновој фарми као помоћ у сезони јагњења. Долази и прву ноћ проводи у приколици коју му је породица омогућила као смештај. Пошто су се овце удаљиле од главног дела фарме, Џони и Георги оставили су неколико дана камповање како би били ближе животињама. Када једна од оваца роди мртворођено јагње, Џони постаје заинтригиран након што је Георги у стању да је оживи и збрине. Једног јутра, након што Џони поново Георгија назове циганином, Георги га обара на земљу и упозорава да више не разговара са њим на тај начин.
Следећег дана, њих двоје се поново упуштају у тучу, што резултира тиме да двојица мушкараца имају груб и страствен секс у блату поред куће у којој одседају већ неколико дана. Иако Џони у старту не жели да призна да се међу њима нешто дешава, њих двојица ипак деле цигарете и пакетиће са шећером  као зачин за њихове резанце које једу у току дана. Те ноћи, Георги се опире Џонијевом агресивном сексу, те му уместо тога стрпљиво показује да секс може бити и нежан, те се њих двојица тада први пут пољубе.
По повратку на фарму, Џони позива Георгија да остане са њим у породичној кући, али Георги ипак одлучује да остане у приколици. Када Мартин претрпи други мождани удар, Џони схвата да је вођење фарме сада у потпуности његова одговорност и пита Георгија да ли жели да остане са њим. Кад Георги изрази своју забринутост око тога да ли могу да остану заједно и одржавају фарму, Џони веома лоше реагује, прекомерено пије и учествује у још једном исхитреном сексуалном односу са конобаром у бару. Кад Георги схвати шта је Џони урадио он нагло напушта фарму.
Мартин је пуштен из болнице, али је сада потпуно ослабљен. Џони, очајнички покушава да се помири са Георгијем, говори оцу да ће остати да води фарму, али да се ствари морају одвијати под његовим правилима. Мартин даје прећутно одобрење Џонију, који креће да врати Георгија на фарму. Након што нађе Георгија који ради у Шкотској, њих двоје се помирују. Георги се враћа са кући са Џонијем; приколица се одвози из дворишта и Георги се усељава у породичну кућу.

## Улоге
- Џош О’Конор као Џони
- Алек Сецăреану као Георги
- Ијан Харт као Мартин
- Џема Џоунс као Деидре [4]

## Продукција
Филм се делом темељи на животу писца и редитеља Френциса Лија. У свом правом животу он је морао да донесе одлуку да ли ће остати и радити на фарми своје породице или кренути у драмску школу.
Филм је снимљен у Јоркширу, тачније око области Силсден у месту Кеигхлеи у Западном Јоркширу  а неке сцене снимане су у аутобуској станици Кеигхлеи  и Општој болници Аиредале.
Продукција је финансирана делом кроз програм ај Фичур Британског филмског већа, а додатна средства су осигурана из компаније Креатив Ингланд.

## Издање
Филм је имао своју светску премијеру на Санденс Филм Фестивалу 23. јануара 2017. године. То је била једина продукција из Велике Британије која се у категорији светске драме представила на филмском фестивалу Санденс 2017. Приказан је на Међународном филмском фестивалу у Берлину 11. фебруара 2017.
Убрзо након тога, Пикчерхаус Ентертејмент, Орион Пикчерс и Самјуел Голдвин Филмс стекли су права на дистрибуцију у Великој Британији и САД. Премијеру је доживео у Великој Британији 1. септембра 2017.
Филм је забрањен у неким арапским земљама због експлицитних сцена секса између два главна јунака. Исто тако, Румунија је била једина земља у источној Европи у којој је филм приказиван.

## Пријем
Божја земља добила је изузетне критике. Филм има 97% оцену одобрења на основу 107 критика, са просеком 8/10, на вебсајту агрегатора за рецензије Ротен Томатоес. Критички консензус ове странице гласи: "Мирна, дирљива гласина о усамљености и новој блискости, Божја земља означава изванредни редитељски деби за Френциса Лија."  Што се тиче Метакритикса, филм има оцену 85 од 100, засновану на 22 критичара, што указује на "опште признање".
Критике са филмског фестивала Санденс за Божју земљу кажу да "можете осетити мирис блата у овом филму", док је Френцис Ли описан као нови редитељски таленат, а филм као "онај који се не сме пропустити". Питер Бредшав, пишући у часопису Гардијан, дао је филму четири од пет звездица. Бредшав је описао филм као "готово сличан, али не баш попут Планине Броукбек, а такође и као "класичну британску љубавну причу, која пуца по шавовима од јаких емоција, пуна неизречених страхова о будућности, и спремности да се претвори сваку емоцију у тешки физички рад".
На Међународном филмском фестивалу у Берлину 2017. филм је добио награду Харви, коју додељује програм Теди за филмове ЛГБТ тематике у сарадњи са жиријем читалаца немачког ЛГБТ магазина Маннер .

Ед Потон, пишући у часопису Тајмс, филму је дао четири од пет звездица и описао га је као "сјајан" и "моћан филм, Јоркширска планина ".